# Philodoria pipturiella
Philodoria pipturiella är en fjärilsart som beskrevs av Otto Herman Swezey 1923. Philodoria pipturiella ingår i släktet Philodoria och familjen styltmalar. Inga underarter finns listade i Catalogue of Life.